# Friedrich Reinhold Kreutzwald

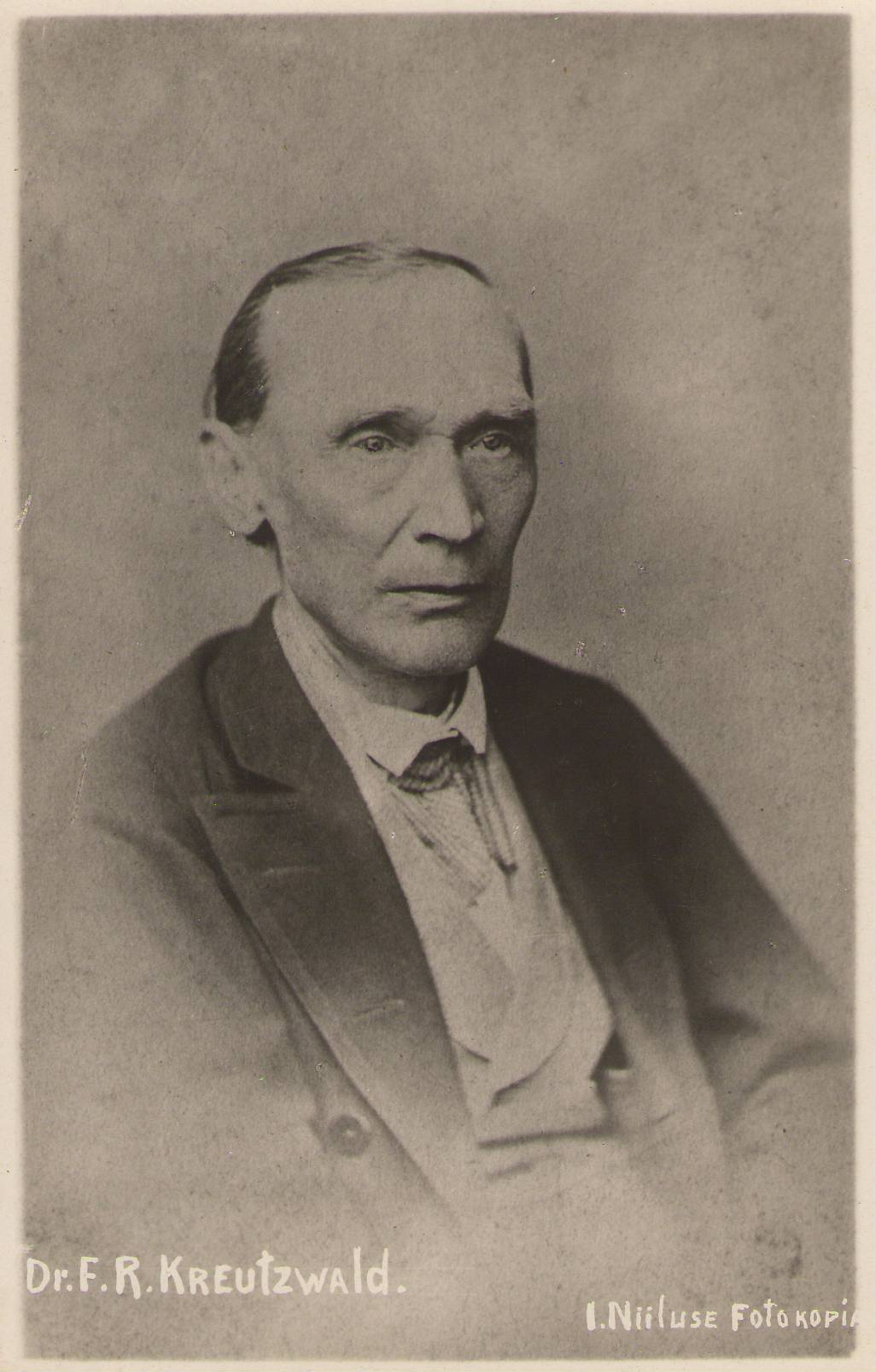
Friedrich Reinhold Kreutzwald

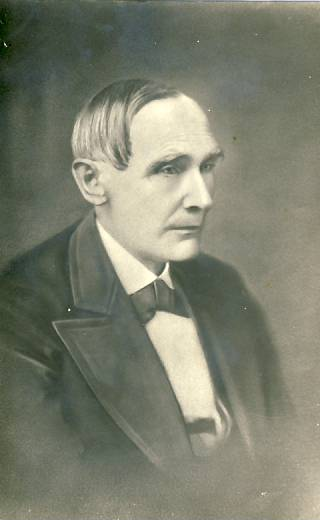
Friedrich Reinhold Kreutzwald

Friedrich Reinhold Kreutzwald (26. prosince 1803 Jõepere – 25. srpna 1882 Tartu) byl estonský básník, prozaik, publicista, národní buditel a organizátor veřejného života, autor estonského národního eposu Syn Kalevův inspirovaného folklórem.

## Život
Narodil se na panství Jõepere v estonském kraji Virumaa. Pocházel z nevolnické rodiny obuvníka a dětství strávil na panství poblíž Rakvere, kde jeho otec po vyvázání z nevolnictví roku 1815 pracoval jako skladník a jeho matka jako pokojská. Své jméno (Kreutzwald) získal stejně jako většina ostatních nevolníků po svém německém pánu, jinak by se po rodičích jmenoval Ristmets. Studoval na krajské německé škole v Rakvere a v Tallinnu. Poté se stal učitelem na základní škole v Tallinnu a dva roky působil jako domácí učitel v Petrohradě. V letech 1826-1833 studoval na Tartuské univerzitě medicínu a zajímal se také o dějiny literatury a estetiku. Byl i členem univerzitního kroužku, který si říkal Estonská učená společnost a jehož členové byli zapáleni pro estonskou kulturu. Duchovním otcem kroužku byl F. R. Faehlmann, estonský lékař, filolog a sběratel estonských národních pohádek, se kterým se Kreutzwald přátelil až do smrti (jejich korespondence byla vydána roku 1936 v Tartu jako Faehlmanni ja Kreutzwaldi kirjavahetus). Kreutzwald byl také ovlivněn myšlenkami Johanna Gottfrieda Herdera. Po ukončení studií prováděl lékařskou praxi ve Võru a od roku 1877 v Tartu, kde pokračoval ve své bohaté kulturní činnosti.

## Filozofické názory
Své filozofické názory nyzýval „přírodně filozofickými“. Zastával názor, že příroda existuje od věčnosti a že je ji třeba vysvětlovat z ní samé. V přírodě a ve společnosti probíhá nepřetřitý pohyb a vývoj, jejichž zdrojem je střetávání protikladných sil.
Pokračoval v tradicích materialismu XVII.—XVIII. století a vystupoval proti idealistické teorii „vrozených idejí“. Lidská duše je pri narození „čistou tabulí, na níž potom mohou být napsány nejrůznější věci.“
Nebyl však důsledný materialista a přikláněl se k deismu, uznávál, že pohyb v přírodě musí mít nějaký cíl, a dospěl k závěru o existenci nadpřírozené bytosti, Boha, který určil jednou přírodní zákony a více se nevměšuje do chodu věcí.

## Dílo
Ještě před nástupem na univerzitu se Kreutzwald věnoval překladům německých děl do estonštiny. Tak například přeložil fragmenty Schillerovy divadelní hry Loupežníci (1781).
Jeho první literární díla vznikala v rámci osvětové činnosti a většinou se opírala o německé předlohy - např. Kmotra liška (Reinuvader rebane, 1850) nebo Svět a leccos, co s ním souvisí (Maailm ja mõnda, mis seal sees leida on, 1848-1849).
Přátelství s F.R.Faehlmannem jej přivedlo ke studiu a sběratelství estonských národních pohádek. Výsledkem byl obsáhlý výbor Báchorky ze země tisíce ostrovů (Eesti rahva ennemuisteed jutud, 1866).
Jeho vrcholným dílem je hrdinský veršovaný epos Syn Kalevův (Kalevipoeg,1857-1861). Epos probouzel estonský lid po stránce národní i sociální a dodával mu naději na lepší budoucnost. Kreutzwald za něj roku 1860 dostal cenu Ruské akademie věd.
Tento epos a výše zmíněný výbor pohádek zastínily Kreutzwaldovu ostatní tvorbu včetně básní Písně viruského barda (Viru lauliku laulud, 1865), k nimž ho inspirovala krása přírody a všehomíra. Zvolil pro ně aliterační verš starobylých estonských národních písní. Týmž veršem je psána i poema Válka (Sõda, 1854) a posmrtně publikované poemy Lembitu (1885).

### Přehled děl
- Kmotra liška (estonsky Reinuvader rebane, 1850) - osvětové dílo dle německého vzoru
- Svět a leccos, co s ním souvisí (Maailm ja mõnda, mis seal sees leida on, 1848-1849) – toto pětisvazkové dílo obsahuje učení o kosmu, železnici, parnících a podává informace o cizích zemích. Čerpá sice z německých pramenů, ale v tehdejší době bylo takové čtení v estonštině velice záslužným činem.
- Báchorky ze země tisíce ostrovů (Eesti rahva ennemuisteed jutud, 1866 – dosáhly velké obliby. Kreutzwald chtěl touto sbírkou ukázat, že Estonci mají právě tolik duchovního bohatství jako kterýkoli jiný národ. Česky vyšla sbírka v překladu Naděždy Slabihoudové (KREUTZWALD, Friedrich Reinhold. Báchorky ze země tisíce ostrovů. Balt-East, Praha 2000).
- Syn Kalevův (Kalevipoeg, 1861) – hrdinský veršovaný epos, který obsahuje přes 19 000 veršů a skládá se z 20 zpěvů. Kalevův syn není žádný romantický hrdina, je sice královský syn, ale pracuje stejně jako jeho lid. Orá, sije, seče, mlátí, vyvaluje ze země balvany, které tam naházel Satanáš (Sarvik), staví lodi, mosty, podniká zámořské plavby a bojuje s vládcem pekla. Neprávem byl Kreutzwald někdy obviňován, že napodobuje finskou Kalevalu, neboť s ní má společnou pouze metriku (čtyřstopý trochej), shodné aliterace, eufemismy a paralelismy. Z estonského folkloru čerpá nepatrně, jedná se většinou jen o kusé pověsti, lze tedy říci, že Syn Kalevův je původní dílo. Kreutzwald na něm pracoval plných deset let.[6] Neúplný překlad tohoto eposu z pera Miloše Lukáše vyšel česky r. 1959.
- Písně viruského barda (Viru lauliku laulud, 1865) – sbírka básní, v nichž je použit aliterační verš podle starých estonských národních písní
- Válka (Sõda, 1854) - poemy, v nichž jsou vylíčeny události za Krymské války
- Lemibtu (1885) - posmrtně vydané poemy

### Česká vydání
- Syn Kalevův. Přeložil Miloš Lukáš. Praha: Svět sovětů 1959.
- Báchorky ze země tisíce ostrovů. Přeložila Naděžda Slabihoudová. Praha: Balt-East 2000.